# La Chapelle-en-Lafaye
La Chapelle-en-Lafaye là một commune in the Loire department in central France.